# Gare de Luçon
Gare de Luçon vasútállomás Franciaországban, Luçon településen.

## Vasútvonalak
Az állomást az alábbi vasútvonalak érintik:
- Nantes–Saintes-vasútvonal

## Kapcsolódó állomások
A vasútállomáshoz az alábbi állomások vannak a legközelebb:
- Gare de La Rochelle-Ville
- Gare de La Roche-sur-Yon